# 什未林区
什未林区（德語：Bezirk Schwerin）是德意志民主共和国的一个区（Bezirk），行政中心为什未林。

## 历史
该区与其他东德的十三个区成立于1952年7月25日，替代了德国传统上的联邦州行政区划。1990年10月3日两德统一后，该区成为了梅克倫堡-西波美拉尼亞的一部分。

## 下分区划
该区下分11个县（Kreise）：计1个城市县（Stadtkreise）、10个乡村县（Landkreise）。
- 城市县：什未林
- 乡村县：Bützow、Gadebusch、Güstrow、Hagenow、Ludwigslust、Lübz、Parchim、Perleberg、Schwerin-Land、Sternberg